# Ruth W. Lingenfelser
Ruth W. Lingenfelser (* 3. Mai 1952 in Karlsruhe) ist eine deutsche Dichterin. 
Zu ihren bekanntesten Werken gehört das Gedicht „Mein Weg“. Sie veröffentlichte mehrere Bücher beim Karlsruher Verlag dieVerleger.de (medialogik GmbH). Sie lebt in Karlsruhe und hat drei Töchter. Im Oktober 2006 ist bei dieVerleger.de ihr lyrisches Backbuch namens „Engele, Engele, Zuckerstängele“ veröffentlicht worden, in dem sie Gedichte, Kurzgeschichten und Backrezepte kombiniert.

## Auszeichnungen
- 3. Preis in der Kategorie Lyrik des Mundartwettbewerbs 2005 des Arbeitskreises Heimatpflege Regierungsbezirk Karlsruhe e. V.[1]

## Werke (Auswahl)
- Engele, Engele, Zuckerstängele. Lyrik, Prosa und Backrezepte. medialogik, Karlsruhe 2007, 2. erweiterte Auflage, ISBN 978-3-936693-44-7.
- Engele, Engele, Zuckerstängele. Lyrik, Prosa und Backrezepte. medialogik, Karlsruhe 2006, ISBN 978-3-936693-36-2.
- Wen wundert's noch? Aphorismen, Gedichte und Prosa. medialogik, Karlsruhe 4. Auflage 2006, ISBN 3-936693-34-X.
- Dem Leben auf den Versen. Lyrik. medialogik, Karlsruhe 2003, ISBN 3-936693-03-X
- Glück ist haltlos. Aphorismen, Gedichte und Prosa. Medialogik, Karlsruhe 2001, ISBN 3-936693-32-3.
- Himmelhochtief. Aphorismen, Gedichte und Prosa. Medialogik, Karlsruhe 1997, ISBN 3-936693-33-1.
- Im Grunde doch. Gedichte. Medialogik, Karlsruhe 1994, ISBN 3-936693-30-7.
- Pflück dir Blumen in den Tag. Gedichte. Medialogik, Karlsruhe 2. Auflage 1993, ISBN 3-936693-31-5.
- Deinetwegen. Gedichte. Cubus-Verl.-Ges., Viernheim 1991, ISBN 3-927417-07-6.
- Schmetterlinge im Bauch. Gedichte. Medialogik, Karlsruhe 2. Auflage 1990, ISBN 3-936693-35-8.